# Backa, Vimmerby kommun
Backa är en småort i Djursdala socken i Vimmerby kommun, Kalmar län.